# 김은영 (성우)
김은영(金恩英, 1948년 3월 1일 ~ )는 대한민국의 성우이다. 1968년 MBC에 입사했으며, 현재는 MBC 3기이다. 문화방송 성우극회 소속.

## 주요 출연작품

### 애니메이션
- 꽃의 천사 메리벨(MBC)
- 은하철도 999(MBC)
- 핑크팬더(MBC)
- 수퍼보이(MBC)
- 시골소녀 폴리안나(MBC)
- 목장의 소녀 캐트리(MBC)
- 소공자 세디(MBC)
- 톰 소여의 모험(MBC) - 샐리 아줌마
- 키다리아저씨(MBC)
- 내일은 야구왕(MBC)
- 도전자 허리케인(MBC)
- 로빈 훗의 모험(MBC)
- 그림명작동화(MBC)
- 무적고양이 팬텀(MBC)
- 슈퍼 특공대(MBC) - 원더우먼
- 들장미 소녀 캔디(MBC) - 나레이션 / 포니 선생님
- 우주보안관 장고(MBC) - 맥브라이드 판사
- 컴퓨터 형사 가제트(MBC)
- 장금이의 꿈(MBC) - 장로 할머니
- 요술천사 꽃분이(MBC)

### 애니메이션 영화
- 장발장(MBC)
- 독고탁의 비둘기 합창(MBC) - 영태 어머니
- 비벌리힐스에 간 고양이들(MBC)
- 흙꼭두 장군(MBC)
- 머털도사와 108요괴(MBC)
- 머털도사와 또매(MBC) - 또매 할머니
- 도단이(MBC) - 도단이 엄마
- 장독대(MBC) - 장독대 이모

### 영화
- 토마스 크라운 어페어 (MBC) - 정신과 의사(페이 더너웨이)
- 빅 대디(MBC) - 선생님(페기 셰이)
- 철도원(MBC) - 식당 할머니
- 아담스 패밀리(MBC) - 아비게일(엘리자베스 윌슨)
- 뉴욕의 가을(MBC) - 리사(베라 파미가)
- 예카테리나 대제(MBC) - 엘리자베스(잔 모로)
- 그렘린II(MBC)
- 하트 브레이커스(MBC) - 바버라(글로리아)(앤 밴크로프트)
- 올 더 프리티 호스(MBC) - 알레 한드라 고모할머니
- 트루먼 쇼(MBC) - 어머니(홀랜드 테일러)
- 헨리 이야기(MBC)
- 닉 오브 타임(MBC) - 엘리노어 그랜트 주지자(마샤 메이슨)
- 구름 속의 산책(MBC)
- 사랑의 블랙홀(MBC)
- 잔 다르크(MBC) - 욜란드 다라곤(페이 더너웨이)
- 페이스 오프(MBC) - 밀러(C. C. H. 파운더)
- 포레스트 검프(MBC)
- 피아니스트(MBC) - 스필만 어머니(모린 리프먼)
- 007 골든아이(MBC) - M(주디 덴치)
- 007 네버 다이(MBC) - M(주디 덴치)
- 007 언리미티드(MBC) - M(주디 덴치)
- 택시(MBC) - 에밀리앙의 어머니
- 당신에게 일어날 수 있는 일(MBC)
- 조강지처 클럽(MBC) - 구멜다 여사
- 애정의 조건(MBC) - 오로라(셜리 매클레인)
- 로빈 후드: 도둑들의 왕자(MBC) - 마녀(제랄딘 맥완)
- 로즈 앤 그레고리(MBC) - 로즈의 어머니(로런 버콜)
- 후크(MBC)
- 쿼바디스(SBS)
- 12명의 성난 사람들(MBC) - 판사
- 고스포드 파크(MBC) - 윌슨 부인(헬렌 미렌)
- 당신이 잠든 사이에(MBC) - 할머니(미콜 메르쿠리오)
- 돈가방을 든 수녀(SBS) - 원장 수녀(재닛 서즈먼)
- 붉은 가마(MBC)
- 결혼 만들기(MBC)
- 드라이빙 미스 데이지(MBC) - 데이지 웨던(제시카 탠디)
- 슬픔은 그대 가슴에(MBC)
- 애수(MBC) - 미라 레스터(비비언 리)
- 젊은이의 양지(MBC) - 앨리스 트립(셸리 윈터스)
- 업 클로즈 앤 퍼스널(MBC)
- 종착역(MBC) - 메리(제니퍼 존스)
- 어벤저(SBS) - 앨리스(에일린 엣킨스)
- 성난 눈동자(MBC) - 포드 부통령(로절린드 캐시)
- 총잡이 링고(MBC) - 돌로레스(니브즈 나바로)
- 나는 결백하다(MBC) - 프랜시스의 어머니(제시 로이스 랜디스)
- 로미오와 줄리엣(MBC) - 캐플릿 부인(나타샤 페리)
- 언제나 마음은 태양(MBC) - 교감 선생님(페이스 브룩)
- 개 같은 내 인생(MBC) - 할머니(비비 요한손)

### 외화
- 오토 맨(MBC) - 록산
- 사랑의 시드니(MBC) - 로리
- 아들과 딸들(MBC) - 엄마
- 존 그리섬의 의뢰인(MBC) - 엄마
- 로빈슨 가족(MBC) - 엄마

### 드라마
- 사랑과 진실 (MBC)
- 인생화보(MBC)
- 감성세대(EBS) - 형균 모
- 내일(EBS) - 태성 모
- 당신 곁으로(SBS) - 연숙 친정어머니
- 억새풀(MBC) - 청주 한씨
- 연어가 돌아올 때(SBS)
- 자매들(MBC) - 시어머니
- 청춘의 덫(SBS)
- 위험한 여자(MBC) - 신복자 여사

### 방송
- 모여라 꿈동산(MBC)
- 기막힌 이야기 실제상황(MBN)

### 라디오
- 만화열전 - 호텔 아프리카(MBC) - 마지 할머니